# Евстатије Солунски
Евстатије Солунски је био архиепископ града Солуна и познати византијски писац 12. века.
Евстатије Солунски је значајна личност културног живота Византије у 12. веку. Образовао се у манастиру свете Еуфимије смештеном код хиподрома у Цариграду. Био је ђакон цркве св. Софије у Цариграду, и професор на патријаршијској високој школи где је предавао реторику. Био је близак цару Манојлу I Комнину. 1174. године предлаган је за митрополита града Мире у малоазијској провинцији Киликији, али је изабран за архиепископа солунског. У Солуну је водио борбу против недостојних монаха и њиховог раскалашеног живота. До краја живота остао је у Солуну.
Евстатије Солунски оставио је иза себе велики број разноврсних списа. Писао је коментаре за лирику Пиндара, географска разматрања Дионисија Перигита, и коментаре за чувене епове Илијаду и Одисеју. Писао је и критичке осврте на античку литературу. Када је прешао у Солун Евстатије је писао дела са историјским садржајима.
Умро је у Солуну, после 1195. године.